# 喬爾諾耶湖 (布列斯特州)
喬爾諾耶湖（白俄羅斯語：Чорнае）是白俄羅斯的湖泊，位於首府布列斯特以南30公里，由布列斯特州負責管轄，長0.4公里、寬0.28公里，面積0.09平方公里，該湖與別拉耶湖以水道相連。